# جواو بيدرو أرواخو كوريا
جواو بيدرو أرواخو كوريا (بالبرتغالية: João Pedro Araújo Correia‏) (5 سبتمبر 1996 في البرتغال - ) هو لاعب كرة قدم برتغالي في مركز الهجوم.

## وصلات خارجية
- جواو بيدرو أرواخو كوريا على موقع قاعدة بيانات كرة القدم.إي يو (الإنجليزية)
- جواو بيدرو أرواخو كوريا على موقع ناشيونال فوتبول تيمز (الإنجليزية)
- جواو بيدرو أرواخو كوريا على موقع Soccerway.com (الإنجليزية)